# St. Margaretha (Diemendorf)

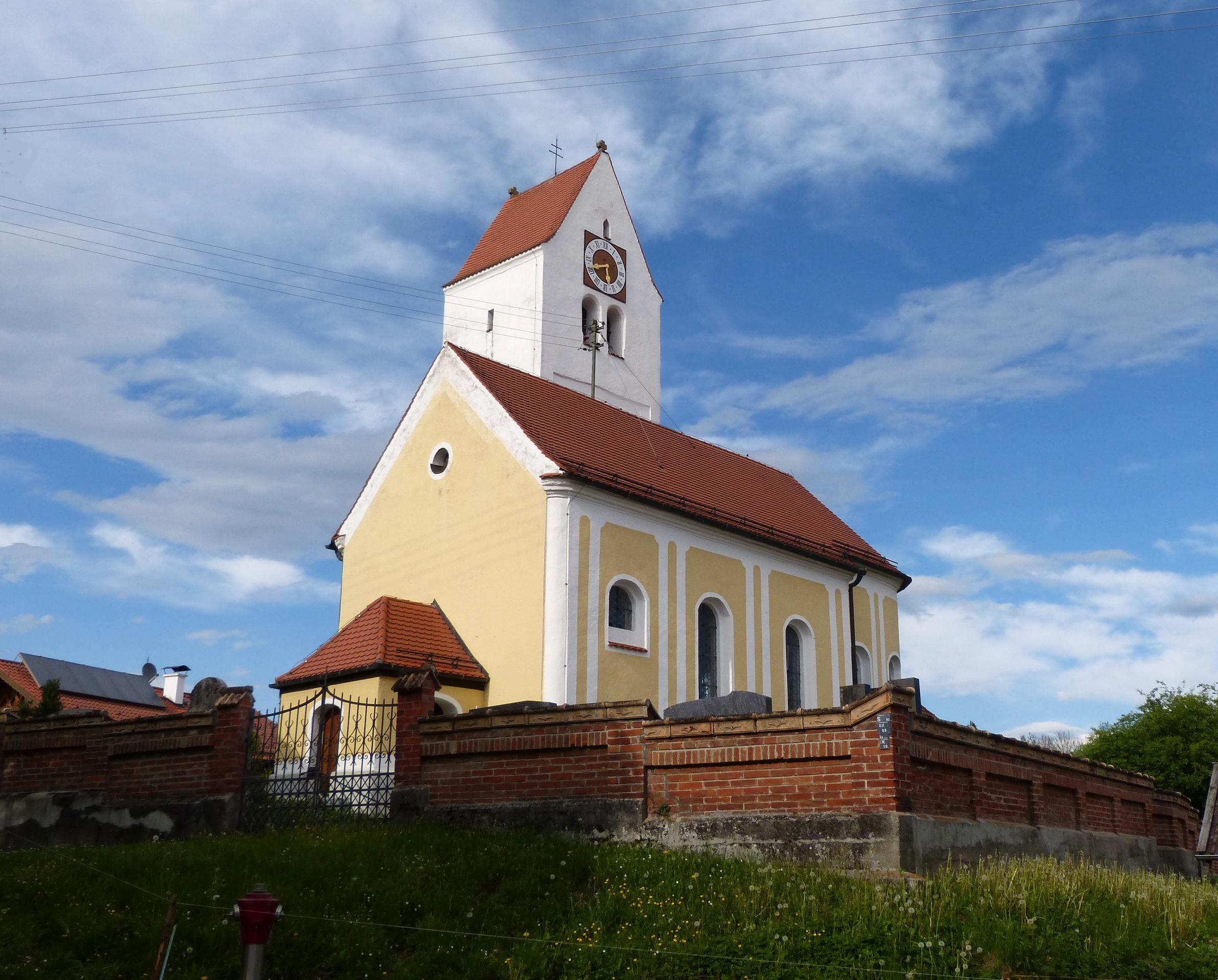
St. Margaretha in Diemendorf

Die römisch-katholische Filialkirche St. Margaretha steht in Diemendorf, einem Gemeindeteil von Tutzing im oberbayerischen Landkreis Starnberg. Das Bauwerk ist als Baudenkmal unter der Nr. D-1-88-141-39 eingetragen. Die Kirche gehört zur Pfarrei St. Joseph Tutzing im Dekanat Starnberg des Bistums Augsburg.

## Beschreibung
Der Entwurf der spätgotischen Saalkirche wird Joseph Schmuzer zugeschrieben. Sie besteht aus einem Langhaus, einem eingezogenen, halbrund geschlossenen Chor im Osten und einem Kirchturm an der Nordwand des Langhauses, unter Einbeziehung eines Kirchturms der Vorgängerkirche. Er beherbergt im oberen Bereich den Glockenstuhl und die Turmuhr.
Die Innenräume von Langhaus und Chor sind mit flachen Kuppeln überspannt. Die Fresken wurden um 1800 eingebaut. Der Hochaltar wird von den Skulpturen des heiligen Sebastian und des Jakobus den Älteren flankiert.

## Orgel
Die rein mechanische Schleifladen-Orgel mit sechs Registern auf einem Manual und Pedal wurde von Georg Beer im Jahr 1859 erbaut. Die Disposition lautet:
| Manual    |    |            |
| Gedeckt   | 8′ |            |
| Salizet   | 8′ |            |
| Prinzipal | 4′ | [ Anm. 1 ] |
| Flöte     | 4′ |            |
| Octave    | 2′ |            |

| Pedal C–f |    |    |
| Offenbass | 8′ | ′′ |

Anmerkungen
1. ↑  Prospekt
2. ↑  nur große Oktave, ab c Transmission